# Chikkovalli, Koratagere
Chikkovalli là một làng thuộc tehsil Koratagere, huyện Tumkur, bang Karnataka, Ấn Độ.